# Nazionale di sci alpino dell'Italia
La nazionale di sci alpino dell'Italia è la rappresentativa nazionale dell'Italia in tutte le manifestazioni dello sci alpino, dalle Olimpiadi ai Mondiali, dalla Coppa del Mondo alla Coppa Europa. Viene comunemente detta "Valanga azzurra" per il settore maschile e "Valanga rosa" per quello femminile.
Raggruppa tutti gli sciatori di nazionalità italiana selezionati dagli appositi organi ed è posta sotto l'egida della Federazione italiana sport invernali (FISI); è divisa in una squadra maschile e in una femminile, a loro volta articolate su vari livelli ("Nazionale A di sci alpino" o "di Coppa del Mondo", "Nazionale B di sci alpino" o "di Coppa Europa", Nazionale C di sci alpino, che affronta i Campionati mondiali juniores di sci alpino e altre competizioni); sono inoltre previste squadre giovanili, che prendono parte ai Mondiali juniores e alle altre manifestazioni internazionali di categoria.

## Storia

### Dalle origini agli anni sessanta
Il primo grande successo internazionale degli italiani fu la medaglia d'oro in discesa libera di Zeno Colò, considerato, insieme a Vittorio Chierroni, il primo campione azzurro. Dopo il suo ritiro, avvenuto nel 1955, lo sci azzurro subì una grave crisi, sia di sponsor che di risultati. Nel decennio 1955/1965, non ci fu nessun risultato significativo. Ai campionati mondiali del 1966, Carlo Senoner riuscì a vincere l'oro in slalom speciale. Fu il primo sciatore italiano a provenire dalle Alpi.
Sempre nel 1966 nacque la Coppa del mondo di sci alpino, ma per ottenere la prima vittoria, la squadra azzurra dovrà aspettare l'11 dicembre 1969, giornata storica, quando Gustav Thöni si aggiudicò il suo primo slalom gigante, in Val-d'Isère.

### Gli anni settanta e i primi anni ottanta

#### La Valanga azzurra
L'espressione "valanga azzurra" è di origine giornalistica e fu usata per la prima volta nel 1974 da La Gazzetta dello Sport dal giornalista Massimo di Marco a commento della gara di slalom gigante di Berchtesgaden, in Germania Ovest, del 7 gennaio. In quell'occasione la squadra italiana ottenne un risultato mai conseguito prima di allora da nessuna nazionale, aggiudicandosi le prime cinque posizioni della classifica finale. L'ordine di arrivo fu infatti:
1. Piero Gros (2:07.00)
2. Gustav Thöni (2:09.23)
3. Erwin Stricker (2:09.83)
4. Helmuth Schmalzl (2:10.48)
5. Tino Pietrogiovanna (2:10.77)

Gustav Thöni impegnato in una gara giovanile a San Pellegrino Terme

L'impresa ebbe vasta eco internazionale: il commissario tecnico della nazionale austriaca, Toni Sailer, disse: «Dovremo rivedere tutto, allenarci giorno e notte, perché questi italiani fanno paura», mentre la stampa francese scrisse: «L'impresa sportiva della squadra italiana non ha precedenti statistici [...] rimarrà una pietra miliare nella storia dello sci». Il successo di Berchtesgaden non fu un evento isolato, ma rappresentò la massima espressione del dominio dello sci alpino italiano negli anni Settanta. Dal 1970 al 1979, infatti, la nazionale italiana riuscì ad aggiudicarsi numerosi trofei, in tutte le competizioni di sci alpino:
- Olimpiadi
  - 6 medaglie (tutte valide anche ai fini dei Mondiali):
    - 2 ori (Gustav Thöni in gigante a Sapporo 1972, Piero Gros in slalom a Innsbruck 1976)
    - 2 argenti (Gustav Thöni in slalom a Sapporo 1972 e a Innsbruck 1976)
    - 2 bronzi (Roland Thöni in slalom a Sapporo 1972, Herbert Plank in discesa a Innsbruck 1976)
- Mondiali
  - 6 medaglie (oltre a quelle olimpiche):
    - 4 ori (Gustav Thöni in combinata nel 1972, in gigante e in slalom nel 1974, in combinata nel 1976)
    - 1 argento (Piero Gros in slalom nel 1978)
    - 1 bronzo (Piero Gros in gigante nel 1974)
- Coppa del Mondo
  - 5 Coppe del Mondo generali consecutive (Gustav Thöni nel 1971, 1972, 1973 e 1975; Piero Gros nel 1974)
  - 4 Coppe di gigante (Gustav Thöni nel 1970, 1971 e 1972; Piero Gros nel 1974)
  - 2 Coppe di slalom (Gustav Thöni nel 1973 e 1974)
  - 166 podi dalla stagione 1969/1970 alla stagione 1979/1980 (69 Gustav Thöni; 35 Piero Gros; 21 Herbert Plank; 7 Paolo De Chiesa; 5 Fausto Radici; 4 Helmuth Schmalzl; 4 Leonardo David; 3 Roland Thöni; 3 Marcello Varallo; 3 Stefano Anzi; 3 Franco Bieler; 2 Erwin Stricker; 2 Tino Pietrogiovanna; 2 Ilario Pegorari; 2 Bruno Nöckler; 1 Giuliano Besson; 1 Renato Antonioli), di cui:
    - 48 vittorie
    - 59 secondi posti
    - 60 terzi posti

Bisogna anche ricordare il successo di Bruno Confortola, primo italiano a vincere la medaglia d'oro alle universiadi in discesa libera, e svariate vittorie nella Coppa dei paesi alpini, oltre a 5 Coppe Europa.
Il direttore tecnico della Valanga azzurra fu Mario Cotelli mentre Oreste Peccedi ne fu l'allenatore. Vanno ricordati anche il preparatore atletico Karl Pichler e il massaggiatore Ivano Ruzza.

#### La Valanga rosa
Poco dopo l'esplosione della Valanga azzurra, anche il settore femminile iniziò a ottenere i suoi primi risultati di rilievo in Coppa del Mondo; a quel gruppo, composto da atlete come Maria Rosa Quario, Daniela Zini, Claudia Giordani e Paoletta Magoni, fu dato il nome di "Valanga rosa".
Grazie all'allenatore Daniele Cimini, la valanga rosa ottenne i significativi risultati di Coppa del Mondo, superati in seguito dalla generazione di Deborah Compagnoni, Isolde Kostner, Karen Putzer, Lara Magoni, Sabina Panzanini, Bibiana Perez, Daniela Ceccarelli e Barbara Merlin sotto la guida del direttore tecnico Giorgio D'Urbano e all'aiuto di Giovanni Saracini.

#### Il post-Valanga azzurra
Nonostante gli alfieri della Valanga azzurra abbiano continuato a collezionare podi per tutti gli anni settanta, dal 1976 i successi cominciarono comunque a rarefarsi a causa dell'avvento del fuoriclasse svedese Ingemar Stenmark e, soprattutto, per le tragedie di Leonardo David, Roberto Burini, Michael Adams e Bruno Noeckler, oltre all'incidente di Bruno Gattai, che distrussero un'intera generazione di sciatori italiani.
Con il declino dei nostri due alfieri, nel 1980 iniziò un periodo opaco per la compagine italiana; uniche note positive furono i risultati ottenuti da Paolo De Chiesa, competitivo soltanto nello slalom speciale, che era già salito sul podio a metà degli anni '70, insieme ai suoi compagni di nazionale.

### Dagli anni ottanta agli anni novanta
Questa situazione opaca, caratterizzata da prestazioni non esaltanti, proseguì per quasi tutti gli anni ottanta, con qualche occasionale exploit realizzato da atleti quali Roberto Erlacher, Richard Pramotton e Michael Mair, e si concluse nel 1987, con il bronzo conquistato da un giovane Alberto Tomba nel gigante dei Mondiali di Crans-Montana. L'emiliano raccolse il testimone da uno Stenmark sul viale del tramonto e dall'anno seguente sarebbe divenuto l'uomo da battere nelle specialità tecniche.

#### L'epoca dei trionfi
La fine del decennio e gli anni novanta hanno visto l'Italia brillare soprattutto nelle discipline tecniche grazie al già citato Alberto Tomba e a Deborah Compagnoni: il bolognese vince tre ori olimpici, due mondiali, otto coppe di specialità e una generale; la valtellinese tre ori olimpici, tre mondiali e una coppa di specialità. A Tomba si affiancarono efficacemente in questo periodo anche Patrick Holzer e Matteo Nana.

#### L'Italjet
Sempre negli anni novanta, Alessandro Fattori, Kristian Ghedina, Peter Runggaldier, Werner Perathoner e Pietro Vitalini fecero emergere lo sci alpino italiano, tradizionalmente più competitivo nelle discipline tecniche, anche nelle gare di discesa libera e supergigante. La squadra italiana di velocità, soprannominata "Italjet", riuscì a esprimersi agli alti livelli delle ben più quotate nazionali austriaca e svizzera.

### Il nuovo millennio

#### Gli anni duemila
A cavallo del nuovo millennio, l'atleta di punta dell'Italia è Isolde Kostner, in grado di vincere due volte la coppa del mondo di discesa libera dopo i due ori mondiali degli anni Novanta. Ottengono risultati di rilievo anche Karen Putzer e Daniela Ceccarelli, che ai Giochi olimpici di Salt Lake City 2002 vince l'oro nel Super-G.
Negli corso degli anni duemila si sono distinti Giorgio Rocca, Patrick Staudacher, Peter Fill, Christof Innerhofer, Denise Karbon, Nadia ed Elena Fanchini, Manuela Mölgg e suo fratello Manfred Mölgg, Massimiliano Blardone e Giuliano Razzoli (vincitore dell'oro olimpico a XXI Giochi olimpici invernali).

#### Gli anni dieci
Nella stagione 2011/2012 ottengono buoni risultati Stefano Gross, Cristian Deville, Giovanni Borsotti, Federica Brignone, Irene Curtoni.
Nel 2011, Christof Innerhofer porta a casa 3 medaglie dai mondiali di  Garmisch 2011: oro in super G, argento in supercombinata e bronzo in discesa.
Durante la stagione 2012-2013 la squadra italiana di velocità disputa la sua migliore prestazione collettiva, dall'introduzione della Coppa del Mondo; infatti gli azzurri giungono primi in 5 discese: 3 Christof Innerhofer (Beaver Creek, Wengen, Garmisch) e 2 Dominik Paris (Bormio e Kitzbuhel), cui si aggiunge una vittoria in Super-G (Matteo Marsaglia a Beaver Creek). Dominik Paris vinse anche l'argento in discesa ai mondiali di Schladming.
Nel 2014, è ancora Christof Innerhofer a distinguersi, stavolta ai Giochi Olimpici di  Sochi 2014, argento in discesa libera e bronzo in combinata.
Nella stagione 2015-2016, Peter Fill dopo aver vinto la prestigiosa discesa libera di Kitzbühel, si è aggiudicato la Coppa del Mondo di discesa libera, portando per la prima volta il trofeo maschile in Italia.
La stagione 2016-2017 ha visto il record di podi in Coppa del Mondo (43), con diverse vittorie sia in campo maschile dove spicca la vittoria di Paris nella discesa libera di Kitzbühel che in quello femminile col podio tutto italiano composto da Federica Brignone, Sofia Goggia e Marta Bassino nello slalom gigante di Aspen. Ai mondiali di Sankt Moritz, Sofia Goggia ha conquistato il bronzo nello slalom gigante. Il 15 marzo Peter Fill vince per la seconda volta consecutiva la Coppa del Mondo di discesa libera.
Il 2018 rappresenta la consacrazione di Sofia Goggia, oro ai giochi di Pyeongchang 2018 in discesa libera e vincitrice della Coppa del Mondo di discesa libera e di Federica Brignone, bronzo nello slalom gigante. Nello stesso anno, l’italdonne porta a casa la terza tripletta della sua storia nello sci alpino in discesa libera a Bad Kleinkirchheim, grazie alle già citate Goggia, Brignone e a Nadia Fanchini.
La stagione 2018/19 vede spiccare Dominik Paris, vincitore di 7 gare (doppiette a Bormio, Lillehammer-Kvjtfiell, Soldeu e primo a Kitzbühel), della Coppa del Mondo di supergigante e dell’oro mondiale nella stessa disciplina, 4º in classifica generale. Sofia Goggia vince l’argento ai campionati mondiali di Åre 2019 e Irene Curtoni, Lara Della Mea, Simon Maurberger, Alex Vinatzer, Marta Bassino e Riccardo Tonetti sono bronzo nella gara a squadre.
Il 2019/20 vede due successi di Dominik Paris sulla Stelvio di Bormio, poi infortunatosi, e una quarta storica tripletta in discesa libera a Bansko con Elena Curtoni, Marta Bassino e Federica Brignone che a marzo vincerà la Coppa del Mondo di Sci alpino. 

#### Gli anni venti
La stagione 2020-2021 si apre con la vittoria di Marta Bassino a Sölden, la quale poi si imporrà in altre 3 gare, rispettivamente a Courchevel e a Kranjska Gora (due), e salirà sul podio in occasione della gara di casa a Plan de Corones. Il 7 marzo Bassino vince la sua prima coppa di specialità in slalom gigante con una gara d'anticipo rispetto alle finali. Ai Mondiali di Cortina d'Ampezzo 2021 vince l’oro nello slalom parallelo, ex aequo con l'austriaca Katharina Liensberger. Durante la stagione anche Sofia Goggia centrerà la vittoria in quattro discese libere e salirà sul podio in 5 occasioni su 5 gare da lei disputate, saltò le ultime 2 in Val di Fassa causa un infortunio al piatto tibiale patito a Garmisch-Partenkirchen. Rientrerà per le finali di Lenzerheide ma le gare veloci verranno cancellate e Goggia, trovandosi ancora in testa alla classifica di specialità, vince la sua seconda Coppa del Mondo di discesa libera con 70 punti di vantaggio sulla svizzera Corinne Suter. Nella stessa stagione Federica Brignone si impone nel supergigante di Val di Fassa e raggiunge Deborah Compagnoni in testa alla classifica delle sciatrici italiane più vincenti della storia. Il bilancio della stagione italiana al femminile è di 9 vittorie (4 Marta Bassino, 4 Sofia Goggia, 1 Federica Brignone) e di 17 podi chiudendo al terzo posto tra le ragazze. Per gli uomini spicca l'argento ai Mondiali vinto da Luca De Aliprandini nello slalom gigante. L'unica vittoria in Coppa del Mondo è quella di Dominik Paris nella discesa libera di Garmisch-Partenkirchen. Nella stagione gli uomini centrano altri due podi: il terzo posto di Paris a un anno dall’infortunio a Kitzbühel e il terzo posto di Alex Vinatzer sulla pista di casa a Madonna di Campiglio.
La Coppa del Mondo di sci alpino 2022 non inizia nel migliore dei modi, con la sola Goggia in zona punti nel gigante di Sölden, ma sarà proprio lei a rendersi protagonista delle prime tre gare di velocità della stagione femminile a Lake Louise, in Canada, dal 3 a 5 dicembre. Sofia Goggia, rientrante dall'infortunio rimediato l'anno precedente, infatti, si impone nelle prime due discese in programma con un distacco notevole rispetto alla seconda classificata (entrambe le volte Breezy Johnson), portando avanti la sua striscia di vittorie: ha vinto le ultime 6 discese da lei disputate (come lei solo Lindsey Vonn e Picabo Street). Il 5 dicembre si impone nel supergigante rimontando negli ultimi quindici secondi di gara la detentrice uscente della Coppa di specialità Lara Gut-Behrami. Nella stessa località solo nomi del calibro di Lindsey Vonn e Katja Seizinger sono state fino ad allora in grado di vincere tutte e tre le gare in programma. Una settimana dopo, a Sankt Moritz, in Svizzera, nel secondo supergigante della stagione Goggia sale nuovamente sul podio, terminando seconda dietro a Gut-Behrami, il giorno dopo la squadra azzurra domina letteralmente la gara piazzando cinque atlete nelle prime nove posizioni, con una doppietta nelle prime due: Federica Brignone  si impone davanti ad Elena Curtoni e ottiene la sua 17 vittoria in Coppa del Mondo, supera quindi Deborah Compagnoni (ferma a 16 vittorie) e diventa la sciatrice italiana più vincente nella storia del massimo circuito. Nel fine settimana di gare successivo, a Val-d'Isère, in Francia, Sofia Goggia si impone nuovamente sia in discesa, sia in supergigante, quest'ultima volta sul podio sale in terza posizione anche Elena Curtoni. Il 22 dicembre successivo ritorna sul podio in slalom gigante la detentrice della Coppa di specialità Marta Bassino, giugnendo in terza posizione a Courchevel. Nelle gare a venire Bassino tornerà sul podio altre tre volte, senza mai vincere, nell'ultimo caso formando la doppietta italiana, alle finali di Méribel, chiudendo seconda alle spalle di Brignone, che torna alla vittoria in gigante dopo oltre due anni. La stessa Brignone in stagione ottiene altre due vittorie in supergigante, oltre alla già citata di Sankt Moritz, ad Altenmarkt-Zauchensee e a Garmisch-Partenkirchen, ciò le permetterà di vincere la Coppa di specialità. A fine stagione risulterà che 6 dei 9 supergiganti disputati hanno visto trionfare un'atleta italiana, tra le già citate Brignone e Goggia, e Curtoni a Cortina d'Ampezzo, alla sua seconda vittoria in carriera. Proprio nella gara vinta dall'atleta valtellinese Sofia Goggia si infortuna al ginocchio dopo un'impressione caduta, la bergamasca era fino ad allora in testa alla classifica di discesa libera, avendo visto 4 delle 5 gare disputate. Inizia quindi la sua corsa contro il tempo per essere presente ai Giochi olimpici invernali di Pechino 2022 e riuscire a vincere la Coppa di specialità. La Svizzera ed eterna rivale Corinne Suter approfitta dell'assenza di Goggia per provare a rimontare la classifica e vince la gara di specialità successiva. Goggia riesce a rientrare per le Olimpiadi e nelle successive gare in Coppa del Mondo ottiene un terzo posto e altri due piazzamenti che le permettono di aggiudicarsi la Coppa. A fine stagione l'Italia femminile ha Federica Brignone al terzo posto della classifica generale, due Coppe di specialità e un totale di 20 podi di cui 11 vittorie. Per quanto riguarda i Giochi olimpici invernali di Pechino 2022 l'Italia femminile dello sci non sfigura vincendo 4 medaglie. Brignone si aggiudica la medaglia d'argento nello slalom gigante e di bronzo nella combinata. Nella discesa libera le azzurre trovano la doppietta con Goggia rientrante dall'infortunio di 20 giorni prima d'argento e la giovane Nadia Delago di bronzo, bella gara vinta da Corinne Suter.

## Risultati in Coppa del Mondo

### Uomini
In attività
| Sciatore          | Generale | Discesa libera | Supergigante | Slalom gigante | Slalom speciale | Combinata | Totale |
| ----------------- | -------- | -------------- | ------------ | -------------- | --------------- | --------- | ------ |
| Gustav Thöni      | 4        | -              | -            | 3              | 2               | 1*        | 9*     |
| Alberto Tomba     | 1        | -              | -            | 4              | 4               | -         | 9      |
| Peter Fill        | -        | 2              | -            | -              | -               | 1         | 3      |
| Piero Gros        | 1        | -              | -            | 1              | -               | -         | 2      |
| Manfred Mölgg     | -        | -              | -            | -              | 1               | -         | 1      |
| Giorgio Rocca     | -        | -              | -            | -              | 1               | -         | 1      |
| Peter Runggaldier | -        | -              | 1            | -              | -               | -         | 1      |
| Dominik Paris     | -        | -              | 1            | -              | -               | -         | 1      |
| Totale            | 6        | 2              | 2            | 8              | 8               | 2         | 27     |

NB: La combinata viene assegnata solo dalla stagione 2007, pertanto quella vinta da Gustav Thoni nel 1975 non è considerata ufficiale.

### Donne
In attività
| Sciatrice          | Generale | Discesa libera | Supergigante | Slalom gigante | Slalom speciale | Combinata | Totale |
| ------------------ | -------- | -------------- | ------------ | -------------- | --------------- | --------- | ------ |
| Federica Brignone  | 2        | 1              | 1            | 2              | -               | 1         | 7      |
| Sofia Goggia       | -        | 4              | -            | -              | -               | -         | 4      |
| Isolde Kostner     | -        | 2              | -            | -              | -               | -         | 2      |
| Denise Karbon      | -        | -              | -            | 1              | -               | -         | 1      |
| Deborah Compagnoni | -        | -              | -            | 1              | -               | -         | 1      |
| Marta Bassino      | -        | -              | -            | 1              | -               | -         | 1      |
| Totale             | 2        | 7              | 1            | 5              | 0               | 1         | 16     |

### Sciatori più vincenti
In attività
| Sciatore              | Stagioni       | Vittorie | DH | SG | GS | SL | KB | PSL |
| --------------------- | -------------- | -------- | -- | -- | -- | -- | -- | --- |
| Alberto Tomba         | 11 (1988–1998) | 50       | -  | –  | 15 | 35 | –  | -   |
| Gustav Thöni          | 10 (1970–1980) | 24       | –  | NA | 11 | 8  | 4  | 1   |
| Dominik Paris         | 9 (2013–2023)  | 24       | 19 | 5  | –  | –  | –  | –   |
| Kristian Ghedina      | 7 (1990–2002)  | 13       | 12 | 1  | –  | –  | –  | –   |
| Piero Gros            | 3 (1973–1975)  | 12       | –  | –  | 7  | 5  | –  | –   |
| Giorgio Rocca         | 4 (2003–2006)  | 11       | –  | –  | –  | 11 | –  | –   |
| Massimiliano Blardone | 6 (2005–2012)  | 7        | –  | –  | 7  | –  | –  | –   |
| Christof Innerhofer   | 4 (2009–2013)  | 6        | 4  | 1  | –  | –  | 1  | –   |
| Herbert Plank         | 4 (1974–1980)  | 5        | 5  | –  | –  | –  | –  | –   |
| Richard Pramotton     | 2 (1986–1987)  | 3        | –  | –  | 3  | –  | –  | –   |
| Michael Mair          | 3 (1983–1988)  | 3        | 2  | 1  | –  | –  | –  | –   |
| Werner Heel           | 2 (2008–2009)  | 3        | 1  | 2  | –  | –  | –  | –   |
| Manfred Mölgg         | 3 (2008–2017)  | 3        | –  | –  | –  | 3  | –  | –   |
| Peter Fill            | 3 (2009–2017)  | 3        | 2  | 1  | –  | –  | -  | –   |
| Roland Thöni          | 1 (1972)       | 2        | –  | NA | –  | 2  | –  | –   |
| Fausto Radici         | 2 (1976–1977)  | 2        | –  | –  | –  | 2  | –  | –   |
| Werner Perathoner     | 2 (1995–1996)  | 2        | –  | 2  | –  | –  | –  | –   |
| Peter Runggaldier     | 2 (1995–1996)  | 2        | –  | 2  | –  | –  | –  | –   |
| Patrick Holzer        | 2 (1992–1999)  | 2        | –  | 1  | 1  | –  | –  | –   |
| Alessandro Fattori    | 2 (2001–2002)  | 2        | 1  | 1  | –  | –  | –  | –   |
| Davide Simoncelli     | 2 (2004–2006)  | 2        | –  | –  | 2  | –  | –  | –   |
| Giuliano Razzoli      | 2 (2010–2011)  | 2        | –  | –  | –  | 2  | –  | –   |
| Stefano Anzi          | 1 (1971)       | 1        | 1  | NA | –  | –  | NA | NA  |
| Franco Bieler         | 1 (1976)       | 1        | –  | NA | 1  | –  | –  | –   |
| Leonardo David        | 1 (1979)       | 1        | –  | NA | –  | 1  | –  | –   |
| Roberto Erlacher      | 1 (1985)       | 1        | –  | –  | 1  | –  | –  | –   |
| Ivano Edalini         | 1 (1987)       | 1        | –  | –  | –  | 1  | –  | –   |
| Sergio Bergamelli     | 1 (1992)       | 1        | –  | –  | 1  | –  | –  | –   |
| Fabrizio Tescari      | 1 (1993)       | 1        | –  | –  | –  | 1  | –  | –   |
| Angelo Weiss          | 1 (2000)       | 1        | –  | –  | –  | 1  | –  | –   |
| Cristian Deville      | 1 (2012)       | 1        | –  | –  | –  | 1  | –  | –   |
| Matteo Marsaglia      | 1 (2013)       | 1        | –  | 1  | –  | –  | –  | –   |
| Stefano Gross         | 1 (2015)       | 1        | –  | –  | –  | 1  | –  | –   |
| Mattia Casse          | 1 (2024)       | 1        | –  | 1  | –  | -  | –  | –   |
| Totale                |                | 194      | 47 | 18 | 49 | 74 | 5  | 1   |

NA: La disciplina ancora non esisteva

### Sciatrici più vincenti
In attività
| Sciatore           | Stagioni       | Vittorie | DH | SG | GS | SL | KB | PSL |
| ------------------ | -------------- | -------- | -- | -- | -- | -- | -- | --- |
| Federica Brignone  | 10 (2016-2025) | 37       | 2  | 13 | 17 | -  | 5  | -   |
| Sofia Goggia       | 8 (2017-2025)  | 26       | 19 | 7  | -  | -  | -  | -   |
| Deborah Compagnoni | 7 (1992-1998)  | 16       | -  | 2  | 13 | 1  | -  | -   |
| Isolde Kostner     | 8 (1994-2004)  | 15       | 12 | 3  | -  | -  | -  | -   |
| Karen Putzer       | 4 (2000-2007)  | 8        | -  | 4  | 4  | -  | -  | -   |
| Marta Bassino      | 4 (2020-2024)  | 7        | 1  | -  | 6  | -  | -  | -   |
| Denise Karbon      | 2 (2004-2008)  | 6        | -  | -  | 6  | -  | -  | -   |
| Maria Rosa Quario  | 2 (1979-1983)  | 4        | -  | -  | -  | 4  | -  | -   |
| Claudia Giordani   | 3 (1975-1980)  | 3        | -  | -  | 1  | 2  | -  | -   |
| Sabina Panzanini   | 2 (1995-1997)  | 3        | -  | -  | 3  | -  | -  | -   |
| Elena Curtoni      | 2 (2020-2022)  | 3        | 2  | 1  | -  | -  | -  | -   |
| Daniela Zini       | 2 (1980-1984)  | 2        | -  | -  | -  | 2  | -  | -   |
| Elena Fanchini     | 2 (2006-2015)  | 2        | 2  | -  | -  | -  | -  | -   |
| Nadia Fanchini     | 2 (2009-2016)  | 2        | 1  | 1  | -  | -  | -  | -   |
| Bibiana Perez      | 1 (1993)       | 1        | -  | -  | -  | -  | 1  | -   |
| Paoletta Magoni    | 1 (1985)       | 1        | -  | -  | -  | 1  | -  | -   |
| Lara Magoni        | 1 (1997)       | 1        | -  | -  | -  | 1  | -  | -   |
| Michaela Marzola   | 1 (1986)       | 1        | -  | 1  | -  | -  | -  | -   |
| Giustina Demetz    | 1 (1967)       | 1        | 1  | -  | -  | -  | -  | -   |
| Chiara Costazza    | 1 (2008)       | 1        | -  | -  | -  | 1  | -  | -   |
| Daniela Merighetti | 1 (2012)       | 1        | 1  | -  | -  | -  | -  | -   |
| Totale             |                | 140      | 41 | 31 | 50 | 12 | 6  | -   |

### Podi
Aggiornato al 19 marzo 2023
     In attività

#### Uomini
| #  | Sciatore              | Oro | Argento | Bronzo | Totale |
| -- | --------------------- | --- | ------- | ------ | ------ |
| 1  | Alberto Tomba         | 50  | 26      | 12     | 88     |
| 2  | Gustav Thöni          | 24  | 25      | 20     | 69     |
| 3  | Dominik Paris         | 24  | 11      | 15     | 50     |
| 4  | Piero Gros            | 12  | 14      | 9      | 35     |
| 5  | Kristian Ghedina      | 13  | 11      | 9      | 33     |
| 6  | Massimiliano Blardone | 7   | 12      | 6      | 25     |
| 7  | Giorgio Rocca         | 11  | 7       | 4      | 22     |
| 8  | Peter Fill            | 3   | 10      | 9      | 22     |
| 9  | Herbert Plank         | 5   | 10      | 6      | 21     |
| 10 | Manfred Mölgg         | 3   | 7       | 10     | 20     |
| 11 | Christof Innerhofer   | 6   | 7       | 5      | 18     |
| 12 | Michael Mair          | 3   | 7       | 6      | 16     |
| 13 | Peter Runggaldier     | 2   | 5       | 5      | 12     |
| 14 | Stefano Gross         | 1   | 4       | 7      | 12     |
| 15 | Paolo De Chiesa       | 0   | 4       | 8      | 12     |
| 16 | Giuliano Razzoli      | 2   | 5       | 4      | 11     |
| 17 | Werner Perathoner     | 2   | 4       | 5      | 11     |
| 18 | Richard Pramotton     | 3   | 3       | 4      | 10     |
| 19 | Werner Heel           | 3   | 1       | 6      | 10     |
| 20 | Roberto Erlacher      | 1   | 5       | 3      | 9      |
| 21 | Davide Simoncelli     | 2   | 5       | 1      | 8      |
| 22 | Alessandro Fattori    | 2   | 1       | 2      | 5      |
| 22 | Fausto Radici         | 2   | 1       | 2      | 5      |
| 24 | Pietro Vitalini       | 0   | 2       | 3      | 5      |
| 25 | Patrick Holzer        | 2   | 2       | 0      | 4      |

#### Donne
| #  | Sciatrice          | Oro | Argento | Bronzo | Totale |
| -- | ------------------ | --- | ------- | ------ | ------ |
| 1  | Federica Brignone  | 37  | 27      | 21     | 85     |
| 2  | Sofia Goggia       | 26  | 23      | 13     | 62     |
| 3  | Isolde Kostner     | 15  | 18      | 18     | 51     |
| 4  | Deborah Compagnoni | 16  | 15      | 13     | 44     |
| 5  | Marta Bassino      | 7   | 9       | 14     | 30     |
| 6  | Claudia Giordani   | 3   | 8       | 6      | 17     |
| 7  | Karen Putzer       | 8   | 5       | 3      | 16     |
| 8  | Denise Karbon      | 6   | 4       | 6      | 16     |
| 9  | Maria Rosa Quario  | 4   | 6       | 5      | 15     |
| 10 | Manuela Mölgg      | 0   | 6       | 8      | 14     |
| 11 | Nadia Fanchini     | 2   | 3       | 8      | 13     |
| 12 | Elena Curtoni      | 3   | 4       | 5      | 12     |
| 13 | Daniela Zini       | 2   | 4       | 5      | 11     |
| 14 | Sabina Panzanini   | 3   | 5       | 0      | 8      |
| 15 | Daniela Merighetti | 1   | 2       | 3      | 6      |
| 15 | Bibiana Perez      | 1   | 2       | 3      | 6      |
| 17 | Nicol Delago       | 0   | 3       | 2      | 5      |
| 18 | Elena Fanchini     | 2   | 0       | 2      | 4      |
| 19 | Lara Magoni        | 1   | 1       | 2      | 4      |
| 20 | Nicole Gius        | 0   | 2       | 2      | 4      |
| 21 | Paoletta Magoni    | 1   | 0       | 2      | 3      |
| 22 | Daniela Ceccarelli | 0   | 2       | 1      | 3      |
| 22 | Morena Gallizio    | 0   | 2       | 1      | 3      |
| 24 | Chiara Costazza    | 1   | 0       | 1      | 2      |
| 25 | Johanna Schnarf    | 0   | 2       | 0      | 2      |

### Top 10 nella classifica generale

#### Uomini
| Sciatore            | Oro                 | Argento        | Bronzo    | 4              | 5         | 6         | 7         | 8    | 9    | 10        |
| ------------------- | ------------------- | -------------- | --------- | -------------- | --------- | --------- | --------- | ---- | ---- | --------- |
| Gustav Thöni        | 1971 1972 1973 1975 | 1974           | 1970 1976 | -              | -         | 1977      | -         | -    | 1979 | -         |
| Alberto Tomba       | 1995                | 1988 1991 1992 | 1989 1994 | -              | 1993 1996 | -         | -         | -    | 1990 | -         |
| Piero Gros          | 1974                | 1976           | -         | 1975 1977 1979 | -         | -         | -         | 1978 | -    | 1973      |
| Kristian Ghedina    | -                   | -              | -         | 1997 2000      | -         | -         | 1995      | -    | -    | 2002      |
| Dominik Paris       | -                   | -              | -         | 2019           | -         | 2016      | 2015      | 2017 | -    | -         |
| Manfred Mölgg       | -                   | -              | -         | 2008           | -         | -         | 2013      | -    | 2017 | -         |
| Herbert Plank       | -                   | -              | -         | -              | 1978      | -         | 1975 1976 | 1980 | 1974 | -         |
| Richard Pramotton   | -                   | -              | -         | -              | 1987      | -         | -         | -    | -    | -         |
| Peter Fill          | -                   | -              | -         | -              | -         | 2007 2017 | -         | -    | -    | 2009 2016 |
| Erwin Stricker      | -                   | -              | -         | -              | -         | 1974      | -         | -    | -    | -         |
| Roland Thöni        | -                   | -              | -         | -              | -         | -         | 1972      | -    | -    | -         |
| Christof Innerhofer | -                   | -              | -         | -              | -         | -         | -         | 2011 | -    | 2013      |
| Roberto Erlacher    | -                   | -              | -         | -              | -         | -         | -         | 1987 | -    | -         |
| Alex Giorgi         | -                   | -              | -         | -              | -         | -         | -         | -    | 1984 | -         |
| Paolo De Chiesa     | -                   | -              | -         | -              | -         | -         | -         | -    | -    | 1975      |
| Mauro Bernardi      | -                   | -              | -         | -              | -         | -         | -         | -    | -    | 1978      |
| Michael Mair        | -                   | -              | -         | -              | -         | -         | -         | -    | -    | 1988      |
| Totale (55)         | 6                   | 5              | 4         | 7              | 4         | 5         | 6         | 5    | 5    | 8         |

#### Donne
| Sciatrice          | Oro       | Argento | Bronzo    | 4         | 5    | 6         | 7    | 8         | 9    | 10   |
| ------------------ | --------- | ------- | --------- | --------- | ---- | --------- | ---- | --------- | ---- | ---- |
| Federica Brignone  | 2020 2025 | 2024    | 2022      | 2023      | 2017 | 2019      | 2021 | 2016      | -    | -    |
| Karen Putzer       | -         | 2003    | -         | -         | -    | -         | -    | -         | -    | -    |
| Sofia Goggia       | -         | -       | 2017 2025 | 2018      | 2023 | 2022      | 2024 | -         | 2021 | -    |
| Isolde Kostner     | -         | -       | -         | 1996 2000 | 1997 | 2001 2002 | -    | 1998      | -    | -    |
| Deborah Compagnoni | -         | -       | -         | 1997 1998 | -    | 1994      | -    | -         | -    | -    |
| Marta Bassino      | -         | -       | -         | -         | 2020 | 2021      | -    | 2023      | 2024 | 2022 |
| Claudia Giordani   | -         | -       | -         | -         | -    | -         | -    | 1977 1980 | -    | 1979 |
| Bibiana Perez      | -         | -       | -         | -         | -    | -         | -    | 1994      | -    | -    |
| Giustina Demetz    | -         | -       | -         | -         | -    | -         | -    | -         | 1967 | -    |
| Daniela Zini       | -         | -       | -         | -         | -    | -         | -    | -         | 1980 |      |
| Nadia Fanchini     | -         | -       | -         | -         | -    | -         | -    | -         | 2009 | -    |
| Elena Curtoni      | -         | -       | -         | -         | -    | -         | -    | -         | 2023 | -    |
| Ninna Quario       | -         | -       | -         | -         | -    | -         | -    | -         | -    | 1982 |
| Denise Karbon      | -         | -       | -         | -         | -    | -         | -    | -         | -    | 2008 |
| Totale (40)        | 2         | 2       | 3         | 6         | 4    | 6         | 2    | 6         | 6    | 4    |

### Top 3 nelle classifiche di specialità

#### Discesa libera

##### Uomini
| Sciatore         | Oro       | Argento        | Bronzo                   |
| ---------------- | --------- | -------------- | ------------------------ |
| Peter Fill       | 2016 2017 | -              | -                        |
| Kristian Ghedina | -         | 1995 1997 2000 | 2002                     |
| Herbert Plank    | -         | 1976           | 1974 1975 1978 1980      |
| Dominik Paris    | -         | 2019           | 2013 2016 2017 2021 2022 |
| Michael Mair     | -         | 1988           | 1986                     |
| Marcello Varallo | -         | -              | 1973                     |
| Werner Heel      | -         | -              | 2010                     |

##### Donne
| Sciatrice         | Oro                 | Argento | Bronzo         |
| ----------------- | ------------------- | ------- | -------------- |
| Sofia Goggia      | 2018 2021 2022 2023 | 2017    | 2024 2025      |
| Isolde Kostner    | 2001 2002           | -       | 1996 1998 2000 |
| Federica Brignone | 2025                | -       | 2020           |
| Giustina Demetz   | -                   | -       | 1967           |

#### Supergigante

##### Uomini
| Sciatore          | Oro  | Argento | Bronzo |
| ----------------- | ---- | ------- | ------ |
| Dominik Paris     | 2019 | 2015    | -      |
| Peter Runggaldier | 1995 | -       | -      |
| Werner Heel       | -    | 2009    | -      |
| Matteo Marsaglia  | -    | 2013    | -      |
| Werner Perathoner | -    | -       | 1995   |

##### Donne
| Sciatrice         | Oro  | Argento                  | Bronzo |
| ----------------- | ---- | ------------------------ | ------ |
| Federica Brignone | 2022 | 2020 2021 2023 2024 2025 | -      |
| Bibiana Perez     | -    | 1994                     | -      |
| Nadia Fanchini    | -    | 2009                     | -      |
| Elena Curtoni     | -    | 2022                     | -      |
| Michaela Marzola  | -    | -                        | 1986   |
| Isolde Kostner    | -    | -                        | 1998   |
| Karen Putzer      | -    | -                        | 2003   |
| Sofia Goggia      | -    | -                        | 2025   |

#### Slalom gigante

##### Uomini
| Sciatore              | Oro                 | Argento   | Bronzo    |
| --------------------- | ------------------- | --------- | --------- |
| Alberto Tomba         | 1988 1991 1992 1995 | 1993      | -         |
| Gustav Thöni          | 1970 1972           | 1971 1976 | 1974      |
| Piero Gros            | 1974                | 1975      | 1976      |
| Massimiliano Blardone | -                   | 2006 2007 | 2004 2012 |
| Richard Pramotton     | -                   | -         | 1987      |
| Manfred Mölgg         | -                   | -         | 2008      |

##### Donne
| Sciatrice          | Oro       | Argento | Bronzo |
| ------------------ | --------- | ------- | ------ |
| Federica Brignone  | 2020 2025 | 2024    | -      |
| Deborah Compagnoni | 1997      | 1998    | 1994   |
| Denise Karbon      | 2008      | 2004    | -      |
| Marta Bassino      | 2021      | -       | 2023   |
| Karen Putzer       | -         | 2003    | -      |
| Manuela Mölgg      | -         | -       | 2008   |
| Sofia Goggia       | -         | -       | 2017   |

#### Slalom speciale

##### Uomini
| Sciatore      | Oro                 | Argento             | Bronzo |
| ------------- | ------------------- | ------------------- | ------ |
| Alberto Tomba | 1988 1992 1994 1995 | 1989 1990 1993 1996 | -      |
| Gustav Thöni  | 1973 1974           | 1971 1975           | -      |
| Giorgio Rocca | 2006                | -                   | -      |
| Manfred Mölgg | 2008                | -                   | 2017   |
| Piero Gros    | -                   | 1976                | 1975   |
| Roland Thöni  | -                   | -                   | 1972   |

##### Donne
| Sciatrice          | Oro | Argento | Bronzo |
| ------------------ | --- | ------- | ------ |
| Claudia Giordani   | -   | -       | 1977   |
| Daniela Zini       | -   | -       | 1981   |
| Maria Rosa Quario  | -   | -       | 1983   |
| Deborah Compagnoni | -   | -       | 1997   |

## Risultati ai Mondiali
Nella tabella seguente sono riportate le medaglie vinte dall'Italia nelle varie edizioni dei Campionati mondiali di sci alpino.
| Anno   | Luogo                          | Paese          | Oro | Argento | Bronzo | Totale |
| ------ | ------------------------------ | -------------- | --- | ------- | ------ | ------ |
| 1931   | Mürren                         | Svizzera       | -   | -       | -      | -      |
| 1932   | Cortina d'Ampezzo              | Italia         | 1   | -       | -      | 1      |
| 1933   | Innsbruck                      | Austria        | -   | -       | -      | -      |
| 1934   | Sankt Moritz                   | Svizzera       | -   | -       | 1      | 1      |
| 1935   | Mürren                         | Svizzera       | -   | -       | -      | -      |
| 1936   | Innsbruck                      | Austria        | -   | 1       | -      | 1      |
| 1937   | Chamonix                       | Francia        | -   | 1       | -      | 1      |
| 1938   | Engelberg                      | Svizzera       | -   | -       | -      | -      |
| 1939   | Zakopane                       | Polonia        | -   | -       | -      | -      |
| 1948   | Sankt Moritz                   | Svizzera       | -   | -       | -      | -      |
| 1950   | Aspen                          | Stati Uniti    | 2   | 1       | 1      | 4      |
| 1952   | Oslo                           | Norvegia       | 1   | -       | 1      | 2      |
| 1954   | Åre                            | Svezia         | -   | -       | -      | -      |
| 1956   | Cortina d'Ampezzo              | Italia         | -   | -       | 1      | 1      |
| 1958   | Bad Gastein                    | Austria        | -   | -       | 1      | 1      |
| 1960   | Squaw Valley                   | Stati Uniti    | -   | -       | 1      | 1      |
| 1962   | Chamonix                       | Francia        | -   | 1       | -      | 1      |
| 1964   | Innsbruck                      | Austria        | -   | -       | -      | -      |
| 1966   | Portillo                       | Cile           | 1   | -       | -      | 1      |
| 1968   | Grenoble                       | Francia        | -   | -       | -      | -      |
| 1970   | Val Gardena                    | Italia         | -   | -       | -      | -      |
| 1972   | Sapporo                        | Giappone       | 2   | 1       | 1      | 4      |
| 1974   | Sankt Moritz                   | Svizzera       | 2   | -       | 1      | 3      |
| 1976   | Innsbruck                      | Austria        | 2   | 2       | 1      | 5      |
| 1978   | Garmisch-Partenkirchen         | Germania Ovest | -   | 1       | -      | 1      |
| 1980   | Lake Placid                    | Stati Uniti    | -   | -       | -      | -      |
| 1982   | Schladming                     | Austria        | -   | -       | 1      | 1      |
| 1985   | Bormio                         | Italia         | -   | -       | 1      | 1      |
| 1987   | Crans-Montana                  | Svizzera       | -   | -       | 1      | 1      |
| 1989   | Vail                           | Stati Uniti    | -   | -       | -      | -      |
| 1991   | Saalbach-Hinterglemm           | Austria        | -   | 2       | -      | 2      |
| 1993   | Morioka                        | Giappone       | -   | -       | -      | -      |
| 1996   | Sierra Nevada                  | Spagna         | 4   | 1       | -      | 5      |
| 1997   | Sestriere                      | Italia         | 3   | 1       | 2      | 6      |
| 1999   | Vail/Beaver Creek              | Stati Uniti    | -   | -       | -      | -      |
| 2001   | Sankt Anton am Arlberg         | Austria        | -   | 2       | 1      | 3      |
| 2003   | Sankt Moritz                   | Svizzera       | -   | 1       | 1      | 2      |
| 2005   | Bormio/Santa Caterina Valfurva | Italia         | -   | 2       | 2      | 4      |
| 2007   | Åre                            | Svezia         | 1   | 1       | 1      | 3      |
| 2009   | Val-d'Isère                    | Francia        | -   | 1       | 1      | 2      |
| 2011   | Garmisch-Partenkirchen         | Germania       | 1   | 2       | 3      | 6      |
| 2013   | Schladming                     | Austria        | -   | 2       | 1      | 3      |
| 2015   | Vail/Beaver Creek              | Stati Uniti    | -   | -       | -      | -      |
| 2017   | Sankt Moritz                   | Svizzera       | -   | -       | 1      | 1      |
| 2019   | Åre                            | Svezia         | 1   | 1       | 1      | 3      |
| 2021   | Cortina d'Ampezzo              | Italia         | 1   | 1       | -      | 2      |
| 2023   | Courchevel/Méribel             | Francia        | 2   | 1       | 1      | 4      |
| 2025   | Saalbach-Hinterglemm           | Austria        | 2   | 1       | 0      | 3      |
| Totale | Totale                         | Totale         | 26  | 27      | 27     | 80     |

## Risultati alle Olimpiadi
Nella tabella seguente sono riportate le medaglie vinte dall'Italia nello sci alpino alle varie edizioni dei Giochi olimpici invernali. 
| Anno   | Luogo                  | Paese         | Oro | Argento | Bronzo | Totale |
| ------ | ---------------------- | ------------- | --- | ------- | ------ | ------ |
| 1936   | Garmisch-Partenkirchen | Germania      | -   | -       | -      | -      |
| 1948   | St. Moritz             | Svizzera      | -   | -       | -      | -      |
| 1952   | Oslo                   | Norvegia      | 1   | -       | 1      | 2      |
| 1956   | Cortina d'Ampezzo      | Italia        | -   | -       | -      | -      |
| 1960   | Squaw Valley           | Stati Uniti   | -   | -       | 1      | 1      |
| 1964   | Innsbruck              | Austria       | -   | -       | -      | -      |
| 1968   | Grenoble               | Francia       | -   | -       | -      | -      |
| 1972   | Sapporo                | Giappone      | 1   | 1       | 1      | 3      |
| 1976   | Innsbruck              | Austria       | 1   | 2       | 1      | 4      |
| 1980   | Lake Placid            | Stati Uniti   | -   | -       | -      | -      |
| 1984   | Sarajevo               | Jugoslavia    | 1   | -       | -      | 1      |
| 1988   | Calgary                | Canada        | 2   | -       | -      | 2      |
| 1992   | Albertville            | Francia       | 3   | 2       | -      | 5      |
| 1994   | Lillehammer            | Norvegia      | 1   | 1       | 2      | 4      |
| 1998   | Nagano                 | Giappone      | 1   | 1       | -      | 2      |
| 2002   | Salt Lake City         | Stati Uniti   | 1   | 1       | 1      | 3      |
| 2006   | Torino                 | Italia        | -   | -       | -      | -      |
| 2010   | Vancouver              | Canada        | 1   | -       | -      | 1      |
| 2014   | Soči                   | Russia        | -   | 1       | 1      | 2      |
| 2018   | Pyeongchang            | Corea del Sud | 1   | -       | 1      | 2      |
| 2022   | Pechino                | Cina          | -   | 2       | 2      | 4      |
| Totale | Totale                 | Totale        | 14  | 11      | 11     | 36     |